# Kim Ji-woo
Kim Ji-woo (de nacimiento Kim Jeong-eun) es una actriz surcoreana.

## Filmografía

### Serie de televisión
| Año       | Título                                 | Red  |
| --------- | -------------------------------------- | ---- |
| 2001      | Delicious Proposal                     | MBC  |
| 2002      | Affection                              |      |
| 2003      | The Bean Chaff of My Life              | MBC  |
| 2003      | 1% of Anything                         | MBC  |
| 2003      | Screen (TV series)                     | SBS  |
| 2003-2004 | Merry Go Round                         | MBC  |
| 2004      | Exciting Change                        | MBC  |
| 2004      | Forbidden Love                         | KBS2 |
| 2005      | Nonstop 5                              | MBC  |
| 2005      | Drama City - Summer, A Tale of Goodbye | KBS2 |
| 2005      | Drama City - My Sweet Bloody Lover     | KBS2 |
| 2006      | That Woman (TV series)                 | SBS  |
| 2007      | Company Love                           | OCN  |
| 2007      | Bad Woman, Good Woman                  | MBC  |
| 2007      | Sexi Mong                              | CGV  |
| 2012      | I Need Romance 2012                    | tvN  |

### Cine
| Año  | Título                  | Papel         |
| ---- | ----------------------- | ------------- |
| 2002 | Fox Rain                |               |
| 2003 | My Tutor Friend         | Yang Ho-kyung |
| 2005 | She's On Duty           | Ja-kyung      |
| 2011 | Marry with the mafia IV | Fujiko Mori   |

### Musicales
| Año  | Título         | Personaje | Notas                                       |
| ---- | -------------- | --------- | ------------------------------------------- |
| 2010 | Legally Blonde | -         | junto a Lee Ha-nui, Jessica y Kim Dong-wook |